# Philipp Lenard
Philipp Eduard Anton von Lenard (født 7. juni 1862 i Pressburg, Ungarn, død 20. maj 1947 i Messelhausen) var en tysk fysiker, som leverede bidrag inden for atomfysikken og forskning omkring kondenserede stoffer . Han fik Nobelprisen i fysik i 1905 for sit arbejde med katodestråler.
Lenard huskes desuden som en stærk nationalist og tilhænger af den nazistiske ideologi. Han hævdede, at tysk eller arisk fysik var af højere værdi end anden forskning i fysik, og han angreb i den forbindelse blandt andet Albert Einsteins forskning.